# Романовская, Мария Ивановна
Мария Ивановна Романовская, в девичестве — Гилевская (род. 1938 год) — Герой Социалистического Труда (1971).

## Биография
Родилась в 1938 году в Юодолаукисе.
В 1953-1956 годах - телятница, в 1956-1980 годах - доярка колхоза «Аушра» Вильнюсского района Литовской ССР.
Досрочно выполнила личные социалистические обязательства и плановые производственные задания Восьмой пятилетки (1966—1970) по надою молока. 8 апреля 1971 года Указом Президиума Верховного Совета СССР удостоена звания Героя Социалистического Труда «за выдающиеся успехи, достигнутые в развитии сельскохозяйственного производства и выполнении пятилетнего плана продажи государству продуктов земледелия и животноводства» с вручением ордена Ленина и золотой медали Серп и Молот.
Депутат Верховного Совета Литовской ССР 7-8-го созывов.
Живет в Литве.